# Buemarinoa
Buemarinoa is een geslacht van hooiwagens uit de familie Travuniidae.
De wetenschappelijke naam Buemarinoa is voor het eerst geldig gepubliceerd door Roewer in 1956. 

## Soorten
Buemarinoa is monotypisch en omvat slechts de volgende soort:
- Buemarinoa patrizii